# Гокленій (кратер)
Кратер Гокленій (лат. Goclenius) — великий древній ударний кратер на південно-західній частині моря Достатку, видимій стороні Місяця. Кратер названий на честь Рудольф Гокленіус Молодший — німецький фізик, медик і математик і затверджено Міжнародним астрономічним союзом в 1935 р. Формування кратера належить до нектарського періоду.

## Опис кратера
Найближчими сусідами кратера є кратер Годібер на заході, кратер Гутенберг на заході-північному заході, кратер Амонтон на півночі-сході, кратер Белло на південному сході, а також кратер Магеллан на півдні-південному заході. На заході від кратера знаходиться море Нектару; на північному сході розташовується море Достатку; на південному заході гори Піренеї. Селенографічні координати центру кратера 10°03′ пд. ш. 45°02′ сх. д. / 10.05° пд. ш. 45.03° сх. д., диаметр 73,04 км, діаметр 73,04 км, глибина 2,2 км.
Кратер має еліптичну форму з великою віссю, орієнтованою в напрямку схід-захід, сильно зруйнований за тривалий час свого існування. Внутрішній схил валу широкий, зі слідами терасовидної структури. В напрямку з південного сходу на північний захід кратер перетятий борозною, що відноситься до системи «борозен Гоклена». Північно-західна частина вала перекрита невеликим сателітним «кратером Гокленом» B (див. нижче). Середнє піднесення вала кратера над навколишньою місцевістю 1300 м, обсяг кратера становить 4645 куб.км. Дно чаші кратера заповнено лавою, розсічене системою борозен, південно-західна частина чаші перетята — невеликий яскравий центральний пік кілька зміщений на північний захід від центру чаші.

## Супутникові кратери
За угодою ці функції визначені на місячних картах, поміщаючи лист на стороні кратера середині, яка найближче до Гоклений.
| Гоклений | Широта  | Довгота  | Діаметр  |
| -------- | ------- | -------- | -------- |
| B        | 9,22° S | 44,47° E | 6,22 км  |
| U        | 9,33° S | 50,15° E | 22,14 км |

|}